# 酒私風雲 (第三季)
HBO電視劇《酒私風雲》的第三季於2012年9月16日首播， 2012年12月2日完結，共有12集。本劇由泰倫斯·溫特創作，根據尼爾森·強森的書籍《酒私風雲：大西洋城的出生、巔峰和腐敗》（Boardwalk Empire: The Birth, High Times, and Corruption of Atlantic City）改編而成。故事設定在禁酒時期的新澤西州大西洋城。由史提夫·布斯美飾演伊努·「努基」·湯普森（其原型是真實歷史的伊努·L·強森），他是在1920年代及1930年代的禁酒令期間躍升成為掌控大西洋城的政治人物。內容發生在第二季的十六個月後，第三季開始於1922年的元旦前夕，結束於1923年6月。第三季的DVD及藍光光碟在2013年8月20日發售。

## 演員

### 主要
查理·考克斯在上一季出現後升格為主要演員，波比·簡拿威則加入劇組。米高·彼特、雅莉莎·帕拉狄諾、帕茲·德·拉·維爾塔和達布尼·柯曼都離開了劇組。
- 史提夫·布斯美 飾 伊努·「努基」·湯普森
- 凱莉·麥當勞 飾 瑪格麗特·湯普森
- 麥可·夏儂 飾 尼爾森·范奧登
- 謝伊·惠格姆 飾 艾利亞思·「伊萊」·湯普森（Elias "Eli" Thompson）
- 米高·舒伯 飾 阿諾·羅斯汀
- 史提芬·格拉漢姆 飾 艾爾·卡彭
- 文森特·皮亞扎 飾 查理·盧西安諾
- 迈克尔·K·威廉姆斯 飾 艾伯特·「查克」·懷特（Albert "Chalky" White）
- 安東尼·拉休拉 飾 艾迪·凱斯勒（Eddie Kessler）
- 保羅·斯帕克斯 飾 米奇·道爾
- 傑克·休斯頓 飾 理查·哈洛
- 查理·考克斯 飾 Owen Sleater
- 波比·簡拿威 飾 吉普·羅賽迪
- 珂茜·莫爾 飾 吉莉安·達摩狄（Gillian Darmody）

### 常設
- Chris Caldovino 飾 Tonino Sandrelli
- 阿納托爾·優素福 飾 邁爾·蘭斯基
- Josie和Lucy Gallina 飾 Emily Schroeder
- 梅格·錢伯斯·斯蒂德爾 飾 Billie Kent
- Declan和Rory McTigue 飾 Theodore "Teddy" Schroeder
- 斯蒂芬·魯特 飾 加斯頓·梅斯
- Brady和Connor Noon 飾 Tommy Darmody
- Ivo Nandi 飾 喬·馬塞里亞
- Kevin O'Rourke 飾 愛德華·L·巴德
- 瑞安·施密特 飾 Julia Sagorsky
- Mark Borkowski 飾 Paul Sagorsky
- 格倫·弗萊舍爾 飾 喬治·雷穆斯
- 埃里克·拉雷·哈維 飾 Dunn Purnsley
- Ed Jewett 飾 傑斯·史密斯
- 希瑟·林德 飾 Katy
- 茱莉安娜·妮克遜 飾 Esther Randolph
- 克里斯汀·塞德爾 飾 Sigrid
- 米高·澤根 飾 本傑明·西格爾
- Joseph Aniska 飾 探員Stan Sawicki
- Joe Caniano 飾 傑克·古茲克
- 占士·康維爾 飾 安德魯·W·梅隆
- 史蒂芬·德羅薩 飾 埃迪·康托爾
- 克里斯托弗·麥克唐納 飾 哈里·M·多赫蒂
- Arron Shiver 飾 狄恩·歐班寧
- Kevin Csolak 飾 William "Willie" Thompson
- 格雷格·安東納奇 飾 強尼·托里奧
- 多米尼克·查尼斯 飾 Leander Whitlock
- 查理·普拉瑪 飾 Michael Thompson
- Joseph Riccobene 飾 法蘭基·耶魯
- Pearce Bunting 飾 比爾·麥考伊
- 威廉·佛塞 飾 Munya "Manny" Horvitz
- Christina Jackson 飾 Maybelle White
- 威爾·雅諾維茨（英语：Will Janowitz） 飾 海米·魏斯

## 集數
| 總集數 | 集數 （季） | 標題                 | 導演            | 編劇                          | 首播日期       | 美國收視人數 （百萬） |
| ------ | ----------- | -------------------- | --------------- | ----------------------------- | -------------- | --------------------- |
| 25     | 1           | "Resolution"         | 提姆·范恩·派頓  | 泰倫斯·溫特                   | 2012年9月16日  | 2.89                  |
| 26     | 2           | "Spaghetti & Coffee" | Alik Sakharov   | 侯活·科德                     | 2012年9月23日  | 2.62                  |
| 27     | 3           | "Bone for Tuna"      | 傑里米·珀德斯瓦 | Chris Haddock                 | 2012年9月30日  | 2.36                  |
| 28     | 4           | "Blue Bell Boy"      | 卡莉·斯考格蘭德 | David Stenn                   | 2012年10月7日  | 2.11                  |
| 29     | 5           | "You'd Be Surprised" | 提姆·范恩·派頓  | Diane Frolov 及 安德魯·施奈德 | 2012年10月14日 | 2.19                  |
| 30     | 6           | "Ging Gang Goolie"   | 艾德·比安奇     | Steve Kornacki                | 2012年10月21日 | 2.34                  |
| 31     | 7           | "Sunday Best"        | 艾倫·庫爾特     | 侯活·科德                     | 2012年10月28日 | 1.97                  |
| 32     | 8           | "The Pony"           | 提姆·范恩·派頓  | 泰倫斯·溫特 及 侯活·科德      | 2012年11月4日  | 2.09                  |
| 33     | 9           | "The Milkmaid's Lot" | 艾德·比安奇     | Rolin Jones                   | 2012年11月11日 | 2.06                  |
| 34     | 10          | "A Man, a Plan…"     | 傑里米·珀德斯瓦 | Dave Flebotte                 | 2012年11月18日 | 2.18                  |
| 35     | 11          | "Two Imposters"      | 艾倫·庫爾特     | 侯活·科德                     | 2012年11月25日 | 2.30                  |
| 36     | 12          | "Margate Sands"      | 提姆·范恩·派頓  | 泰倫斯·溫特 及 侯活·科德      | 2012年12月2日  | 2.73                  |

## 外部連結
- 官方网站
- 《Boardwalk Empire》各集列表 来自互联网电影数据库